# Rudolf Bosselt
Rudolf Bosselt (* 29. Juni 1871 in Perleberg; † 2. Januar 1938 in Berlin; vollständiger Name: Paul Gustav Rudolf Bosselt) war ein deutscher Bildhauer, Medailleur und Reformpädagoge.

## Leben und Wirken

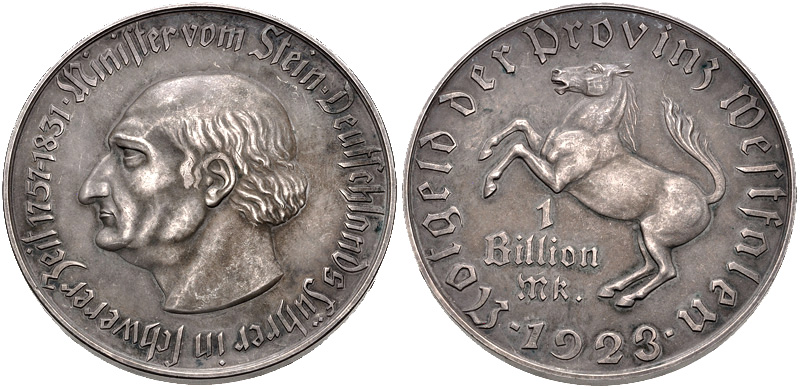
Notgeld der Provinz Westfalen, 1 Billion Mark, Entwurf Rudolf Bosselt (Durchmesser 60 mm)

Rudolf Bosselt war nach einer Lehre als Ziseleur in einer Bronzegießerei in Berlin bei der Königlichen Porzellan-Manufaktur in Charlottenburg tätig. Von 1891 bis 1897 war er Schüler von Joseph Kowarzik am Städel-Institut in Frankfurt am Main. Danach ging er nach Paris an die Académie Julian. Ab 1899 arbeitete er als Gründungsmitglied in der Darmstädter Künstlerkolonie.

### Professor und Interimsdirektor an der Kunstgewerbeschule Düsseldorf
Auf Empfehlung von Peter Behrens unterrichtete er ab 1. Oktober 1903 an der Kunstgewerbeschule Düsseldorf. Er wurde dort Nachfolger des Bildhauers Clemens Buscher und übernahm die Fachklasse für Modellieren. Nach Behrens’ Wechsel zur AEG leitete Bosselt die Schule als Interimsdirektor ab Oktober 1907. 1908 wurde Wilhelm Kreis als neuer Direktor der Kunstgewerbeschule Düsseldorf ernannt. In Folge wurde Bosselts Fachklasse für Modellieren in die Fachklasse für Bildhauerei umstrukturiert.

### Mitbegründer des Deutschen Werkbunds
Im selben Jahr war Bosselt Mitbegründer des Deutschen Werkbunds. Zur Weltausstellung in Brüssel 1910 gestaltete er eine vielbeachtete Ausstellung seiner Medaillen und Plaketten.

### Direktor der Kunstgewerbe- und Handwerkerschule Magdeburg
1911 übernahm er als Direktor die Leitung der Kunstgewerbe- und Handwerkerschule Magdeburg, deren Lehrprogramm er im Sinne des Deutschen Werkbunds umgestaltete. Nach Kritik von Bruno Taut an diesem Lehrprogramm verließ Bosselt Magdeburg und übernahm von 1928 bis 1931 die Leitung der Kunstgewerbeschule in Braunschweig. Im September 1931 ging er nach Berlin zurück, um Nachfolger von Otto Marcus als Generalsekretär des Reichsverbands bildender Künstler Deutschlands zu werden. Nach Ablösung aus diesem Amt oblag ihm die Leitung der Zeitschrift Kunst und Wissenschaft. 1932 vertrat er bei den Olympischen Spielen Deutschland mit der „Verfassungsplakette 1931“ bei den Kunstwettbewerben. Nach der Machtergreifung der Nationalsozialisten 1933 wollte er „der neuen Bewegung als Morgengabe die Bereitschaft der deutschen Künstler, sich in des Volkes Dienst zu stellen“, bringen.
Bosselt zählt zu den führenden Vertretern des Jugendstils in Deutschland und gilt als Erneuerer der deutschen Medaillenkunst. Er schuf zahlreiche Kleinplastiken (Bildnis- und Ausstellungsmedaillen und Plaketten), Grab- und Brunnenfiguren, Tierplastiken und Porträtbüsten. Seine Grabstätte befindet sich auf dem Südwestkirchhof Stahnsdorf.

## Werke (Auswahl)

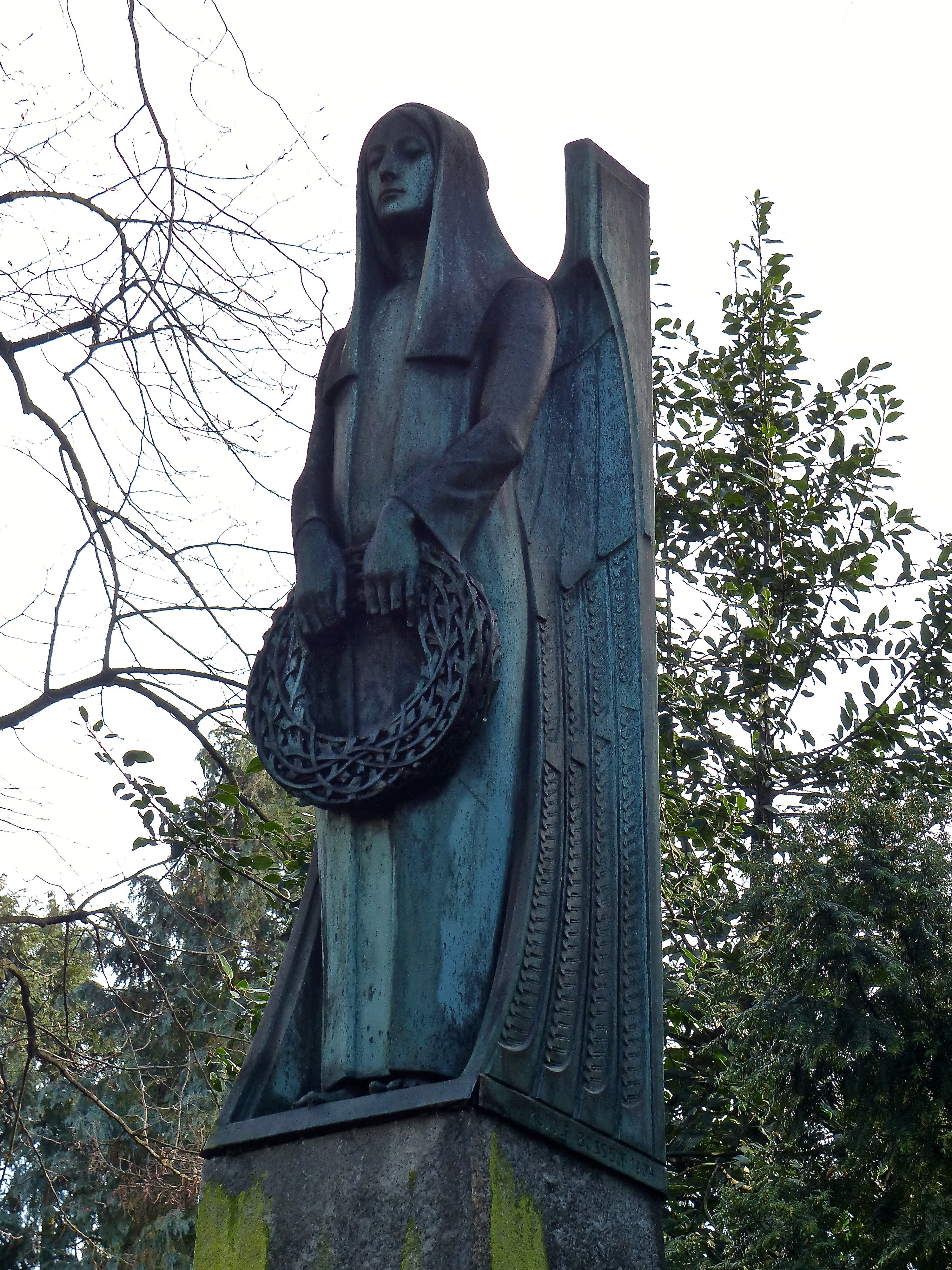
Grabmal von Franz Clouth auf dem Melaten-Friedhof, Detail (1904)

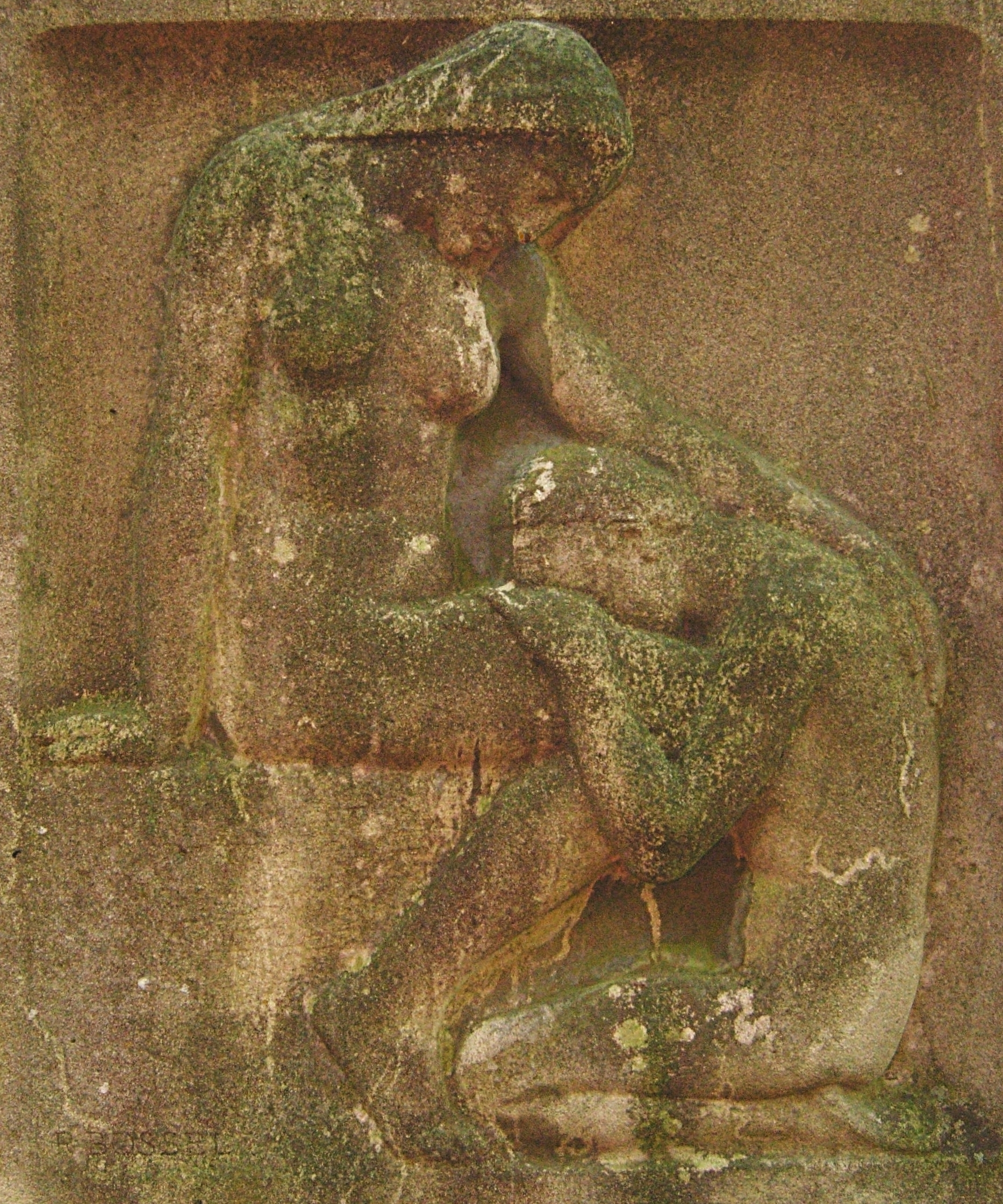
Jugendstil-Relief, um 1910

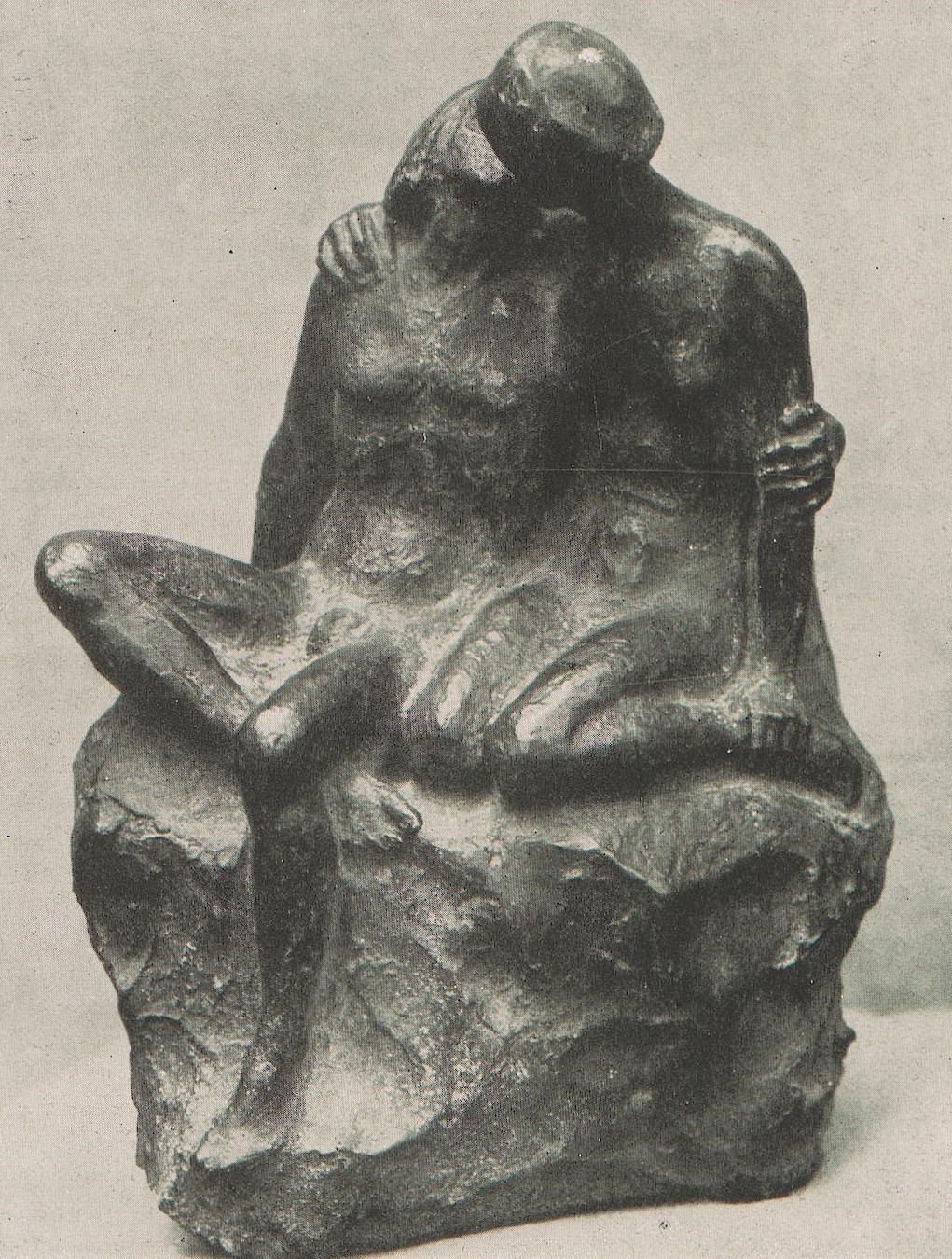
Rudolf Bosselt: Frühling

- Liebe und Treue, Verlobungsplakette (1898)
- Siegesgenien am Portal des „Ernst Ludwig-Hauses“ der Darmstädter Künstlerkolonie Mathildenhöhe 1900
- Bildhauerarbeiten an der Fassade des Kleinen Glückert-Hauses (Bosselt-Haus) der Darmstädter Künstlerkolonie Mathildenhöhe (1900)
- Johannes-Gutenberg-Medaille zum 500. Geburtstag (1900)
- Hamburgische Rettungsmedaille (1903)[5]
- Marmorbank mit Katzen wurde für den „Architektonischen Garten“ von Peter Behrens am Kunstpalast gefertigt. Die Bank, eine von zwei Bänken, war eine Stiftung von Georg Oeder und wurde nach der Großen Gartenbau-Ausstellung an der Goltsteinparterre hinter dem Düsseldorfer Schauspielhaus aufgestellt. (1904)
- Grabmal der Familie Clouth auf dem Melaten-Friedhof in Köln (1904)[6]
- Jugend, Plastik (1904)
- Bildnisstatue seiner Frau, ausgestellt auf der Deutsch-Nationalen Kunstausstellung Düsseldorf (1907)[7]
- Plastiken im Lesesaal der Landes- und Stadtbibliothek im Erweiterungsbau des Kunstgewerbemuseum in Düsseldorf (1906)[8]
- Wettbewerbsentwurf für ein Bismarck-Nationaldenkmal auf der Elisenhöhe bei Bingerbrück (1910; nicht prämiert)[9]
- Erinnerungsmedaille auf der Weltausstellung in Brüssel (1910)
- Relief am Grab von Richard Zuntz in Bonn-Poppelsdorf (um 1910)
- Entwurf des Notgeldes der Provinz Westfalen mit dem Kopfbild des Freiherren vom Stein (1921–1923)
- Gedenkmünze (3 Reichsmark) zum 10. Jahrestag der Weimarer Verfassung (1929)
- Ehrenpreis des Reichspräsidenten, Medaille zum Verfassungstag (1931)
- Ehrenpreis des Reichspräsidenten, Medaille zum Verfassungstag (1932)
- Hölzerner Roland vor dem Magdeburger Rathaus (1933)

## Schriften
- Über die Kunst der Medaille. Darmstadt 1905.
- Die Ausbildung der künstlerischen und technischen Kräfte für das Kunstgewerbe. Düsseldorf 1908.
- Das Erkennen der Kunst. Hannover 1913.
- Krieg und deutsche Mode. München 1915.
- Probleme plastischer Kunst und des Kunst-Unterrichts. Magdeburg 1919.
- Ein Beitrag zur Charakteristik des Expressionismus. München 1920.
- Kunstgewerbe. Ein Bericht Über Entwicklung und Tätigkeit der Handwerker- und Kunstgewerbeschulen in Preußen. Berlin 1922. (mit Hans Busch und Hermann Muthesius).

## Schüler
- Hans Demmler[10]
- Josef Enseling[11]
- Ernst Gottschalk[12]
- Robert Ittermann